# Glättungsfaktor
Der Glättungsfaktor G, auch als absoluter Stabilisierungsfaktor bezeichnet, gibt das Verhältnis der absoluten Spannungsänderung an einem Eingang eines Zweitors zur absoluten Spannungsänderung am Ausgang an.
{\displaystyle G={\frac {\Delta U}{\Delta U_{\mathrm {Z} }}}=1+{\frac {\Delta I_{\mathrm {Z} }}{\Delta U_{\mathrm {Z} }}}\cdot R}
Im Fall einer Diode mit einem differenziellen Widerstand {\displaystyle r_{\mathrm {Z} }={\frac {\Delta U_{\mathrm {Z} }}{\Delta I_{\mathrm {Z} }}}} wird daraus:
{\displaystyle G=1+{\frac {R}{r_{\mathrm {Z} }}}}.
Die Güte einer Spannungsstabilisierung wird über den Glättungsfaktor und den Stabilisierungsfaktor angegeben. Die Stabilisierung ist umso besser, je größer das Verhältnis {\displaystyle {\frac {R}{r_{\mathrm {Z} }}}} ist.